# Сикорски H-19 (СОКО С-55)
Сикорски H-19 (енгл. Sikorsky H-19) је вишенаменски средњи транспортни хеликоптер са два члана посаде металне конструкције са неувлачивим „трицикл” стајним трапом, који се поред САД производио још у Великој Британији, Јапану, Француској и Југославији. Код нас је овај хеликоптер био познат под називом Соко С-55.

## Развој
Охрабрен успехом свог хеликоптера С-51 амерички конструктор руског порекла Игор Сикорски пројектовао је транспортни хеликоптер С-55, који је поред два пилота могао понети десет војника или шест рањеника на носилима. Прототип је полетео 10. новембра 1949. године а прво дејство имао је у Корејском рату где је коришћен не само у својој основној намени, већ и за спасавање оборених пилота или убацивање агената у позадину непријатеља. Сем у Америци, произвођен је по лиценци и у енглеској фирми Вестленд (Westland).

### Технички опис
Хеликоптер Соко С-55 је металне, полумонокок конструкције, кога је покретао клипни радијални ваздухом хлађени мотор смештен у нос хеликоптера. Изнад мотора се налазила пилотска кабина са два члана посаде. Изнад кабине се налазио главни ротор а испод путничко терена кабина на коју се надовезивао реп са управљачким ротором. Капотажа мотора су била једна велика двокрилна врата која када се отворе, сви делови мотора су били приступачни за било какву интервенцију механичара. Механичари су мотор сервисирали са земље, нису им била потребна ни мердевине нити било каква помоћна средства. Преносни механизам од мотора до ротора је ишао задњом страном пилотске кабине. Положај пилотске кабине код овог хеликоптера са становишта услова (удобности) рада посаде је био веома неповољан. Мотор је грејао кабину одоздо, преносни механизам је дрндао са леђа а изнад главе, на само метар изнад кабине зврндао је ротор. Али зато је преглед летелице и њене околне био изванредан пилоти су у кабини седели као у птичијем гнезду. Видели су све и напред и реп, са обе стране хеликоптера, што је веома користило у случајевима употребе хеликоптера за спашавање. Са обе стране кабине постојала су велика шибер врата која су омогућавала лак утовар и истовар терета као и манипулацију са њим. Ово је постао стандард у градњи свих транспортних и војних хеликоптера.
Главни ротор са три алуминијске лопатице у лабораторијским условима имао је век трајања 20 000 сати. Резервоари за гориво су се налазили испод пода теретне кабине и били су самозаптивајући, уколико дође до било каквог оштећења.
Стајни трап је био система трицикл. Свака од четири ноге стајног трапа (две главне и две носне) имале су амортизер како би се отклонила, или барем смањила, могућност оштећења хеликоптера при грубом слетању. Амортизери су уједно побољшавали стабилност хеликоптера при слетању на нераван терен. Код морнаричких хеликоптера уместо ногу стајног трапа монтирали су се пловци који су омогућавали хеликоптеру плутање, слетање и полетање са водених површина.

### Варијанте хеликоптера С-55
Мада је у свету направљено преко 15 варијанти овог хеликоптера у ЈНА су се користиле само 3.
- С-55 - транспортни хеликоптер,
- С-55-5 - побољшана верзија С-55 и
- С-55 Мк 7 - противподморнички хеликоптер.

## Коришћење у Југославији
Југословенско ратно ваздухопловство набавило је у Енглеској четири хеликоптера октобра 1957. године, а 1961. године почела је производња змаја по енглеској лиценци у фабрици авиона „Соко” у Мостару, док је трансмисију правила београдска фабрика „21. мај” („ДМБ”). Били су то први хеликоптери направљени у Југославији.
Кроз Југословенско ратно ваздухопловство укупно је прошло 45 хеликоптера С-55. Поред основне - транспортне варијанте С-55 и С-55-5, постојала је и противподморничка варијанта С-55 Мк-7 која је имала трећег члана посаде за руковање радаром и опремом за борбу против подморница, као и пловке за слетање на воду. Прва два су набављена у Енглеској 1960. године, а још четири су направљена по лиценци у фабрици „Соко”. Био је то први противподморнички хеликоптер у југословенском ратном ваздухопловству и носио је једно самонавођено торпедо у трупу. Све варијанте С-55 повучене су из наоружања 1974. године.
Хеликоптер који се налази у поставци Музеја је произведен у фабрици авиона „Соко” у Мостару у наоружање уведен је децембра 1965. и коришћен је у јединицама у Батајници, Нишу и Дивуљама, да би 2. септембра 1974. прелетео у Музеј ваздухопловства — Београд и постао део сталне поставке.

## Коришћење
| - Аргентина - Белгија - Бразил - Венецуела - Данска - Доминиканска Република - Гватемала - Грчка - Израел - Индија | - Италија - Јапан - Југославија - Јужни Вијетнам - Канада - Куба - Норвешка - Пакистан - Португалија - Сједињене Државе | - Тајланд - Турска - Уједињено Краљевство - Филипини - Француска - Хаити - Холандија - Чиле - Шпанија |